# Ludwik Mlokosiewicz
Ludwik Franciszek Mlokosiewicz (Varsavia, 25 agosto 1831 – 1909) è stato un esploratore, zoologo e botanico polacco.
Mlokosiewicz nacque da una famiglia ricca e aristocratica. All'età di ventidue anni si unì alla Divisione Caucasica dell'Esercito Russo. Usò le sue abilità botaniche per piantare un parco reggimentale, un frutteto e un giardino acquatico a Lagodekhi, sulle pendici sud-orientali del Caucaso. Nel 1861 lasciò l'esercito e viaggiò verso sud, esplorando i deserti della Persia. Al suo ritorno venne arrestato e incarcerato per incitamento alla rivolta tra i polacchi del Caucaso. Nonostante fosse innocente, venne condannato a sei anni di arresti domiciliari nella provincia di Voronetz e le sue collezioni botaniche furono confiscate.
Nel 1876, dopo aver scontato la condanna ed essere stato liberato, Mlokosiewicz esplorò le montagne del Dagestan e due anni dopo ritornò in Persia, raggiungendo il Belucistan. Al suo ritorno venne nominato Ispettore delle Foreste per il distretto di Signakhi, rimanendo a Lagadekhi per il resto della vita. Fornì i musei esteri di esemplari botanici e zoologici.
Alcune specie da lui scoperte vennero battezzate con il suo nome; tra queste ricordiamo il fagiano di monte del Caucaso (Tetrao mlokosiewiczi) e la peonia dorata (Paeonia mlokosewitschii).